# Neithart Fuchs

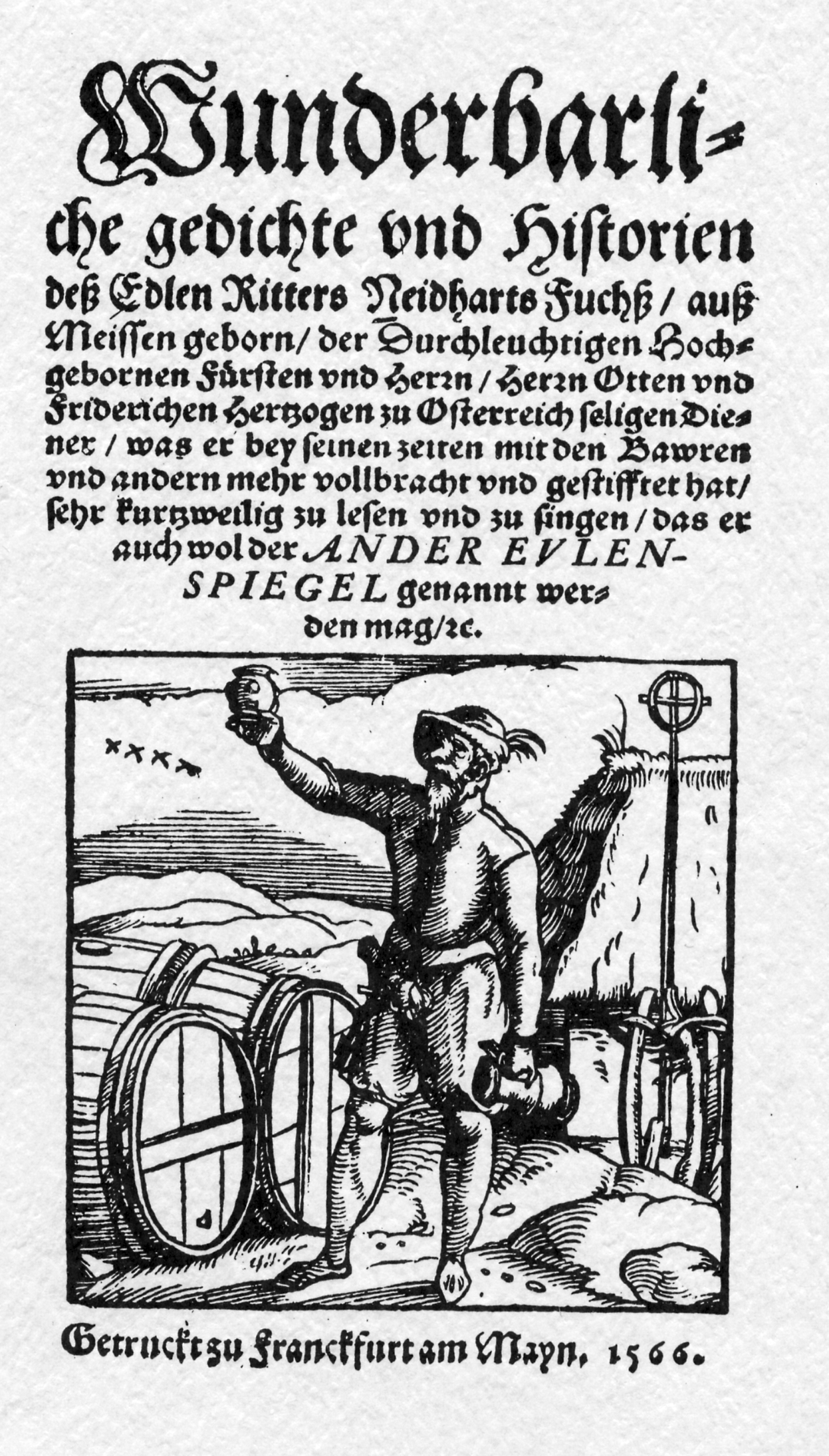
Titelblatt des Schwankbuchs Neidhart Fuchs, 1566

Neithart Fuchs (Lebensdaten unbekannt) gilt als Verfasser der Neithartschwänke, die an der Wende vom Spätmittelalter zur Neuzeit in einem Schwankbuch veröffentlicht wurden. Es erschien zwischen 1491 und 1566 in drei süddeutschen Druckausgaben mit Holzschnitten als Illustrationen. Hauptprotagonist der Schwänke im Buch ist der Ritter Neithart Fuchs.

## Inhalt
Neithart Fuchs gilt als der bedeutendste Rezipient des Minnesängers Neidhart von Reuental. Seine historische Persönlichkeit ist kaum fassbar. Literarischen Quellen zufolge lebte er am Hof von Herzog Otto dem Fröhlichen (1330–1339). Seine Schwänke sind Bearbeitungen der Neidhartlieder in Wort und Bild, denn den meisten Schwänken ist ein Holzschnitt beigefügt. Es sind drei Auflagen aus dem 15. und 16. Jahrhundert überliefert: Der erste erhaltene Frühdruck wurde, ebenso wie ein Inkunabelfragment, zwischen 1491 und 1497 in der Offizin des Johann Schaur in Augsburg gedruckt. Der Augsburger Frühdruck wurde 1537 in Nürnberg nach den Typen des Georg Wachter nachgedruckt. Die letzte bekannte Inkunabel entstand 1566 in der Offizin des Martin Lechler in Frankfurt.
Neithart Fuchs wurde infolge der einschlägigen Inhalte des Schwankbuchs zum „Bauernfeind“ stilisiert. Das Schwankbuch nennt seinen Protagonisten Neithart Fuchs und macht ihn zum „lustigen Rat“ am Herzog Ottos des Fröhlichen und zum „Kollegen“ des als historisch geltenden, von Philipp Frankfurter dokumentierten Pfaffen vom Kahlenberg. Es ist daher möglich, dass es im 14. Jahrhundert am Wiener Hof einen Neidhart-Nachfolger gab, der in die Rolle des Lieddichters Neidhart auftrat und womöglich zu den Verfassern und Verbreitern der Neidhart-Lieder gehörte.
Der wohl bekannteste Schwank des Buchs ist der Veilchenschwank, der die Bauernfeindschaft des Neithart Fuchs begründet. Im Schwankbuch spielt der Ritter Neithart Fuchs den Bauern einen bösen Streich nach dem anderen, um sie für ihre angebliche Hoffart zu bestrafen. Das zentrale Anliegen der Historien ist die Akzentuierung der sozialen Konfliktsituation am Ausgang des Mittelalters.
Neitharts Schwänke sind auch in einer breit gefächerten Bildtradition überliefert: Die Drucke sind mit zahlreichen Holzschnitten illustriert, außerdem sind Schwank-Szenen in Reliefs an der Albrechtsburg in Meißen und in Fresken in Wien (Tuchlauben 19), in Dießenhofen, Winterthur und in der Burg Trautson bei Innsbruck (heute aufbewahrt im Schloss Sprechenstein bei Sterzing/Vitipeno) festgehalten.

## Neithartgrab
Die beiden Seiten des Neithartgrabs, das an der Außenfassade des Stephansdoms in Wien angebracht ist, zeigen ebenfalls Reliefs, die aber stark zerstört sind. Das Grab wurde am 11. April 2000 geöffnet und von einer aus Archäologen, Anthropologen, Kunsthistorikern und Literaturwissenschaftlern bestehenden Kommission untersucht. Man fand „Knochen von zwei männlichen Personen: Die eine hat vermutlich zwischen 1110 und 1260 gelebt und ein Lebensalter von 45 bis 55 Jahren erreicht, die andere wird dem 14. Jahrhundert zugeordnet und ist im Alter zwischen 35 und 45 Jahren gestorben. In Anbetracht dieser Daten wäre es denkbar – wie einige Forscher vorgeschlagen haben –, in den gefundenen Gebeinen die Überreste des Liederautors Neidhart und des Bauernfeindes Neithart Fuchs zu sehen“.

## Textausgaben
- Erhard Jöst (Hrsg.): Die Historien des Neithart Fuchs. Nach dem Frankfurter Druck v. 1566. Göppingen 1980.
- Felix Bobertag (Hrsg.): Narrenbuch. Der Pfarrer vom Kalenberg. Peter Leu. Neithart Fuchs. Salomon und Markolf. Bruder Rausch, Darmstadt 1964. Unveränderter Nachdruck der Ausgabe Berlin und Stuttgart 1884 (= Deutsche National-Literatur, 11. Band).